# Ecuația Nernst-Planck
Ecuația Nernst–Planck este o ecuație care exprimă fluxurile ionice sub acțiunea unui gradient de concentrație și a unui câmp electric.
{\displaystyle {\frac {\partial c}{\partial t}}=\nabla \cdot \left[D\nabla c-uc+{\frac {Dze}{k_{B}T}}c\nabla \phi \right]}
Extinde legile lui Fick printr-un termen care cuprinde efectul câmpului electric.